# La canción de Aixa
La canción de Aixa és una coproducció hispano-alemanya de drama musical estrenada el 8 d'abril de 1939, coescrita i dirigida per Florián Rey i protagonitzada en el paper estel·lar per Imperio Argentina.
La pel·lícula està basada en la novel·la homònima escrita per Manuel de Góngora.

## Sinopsi
Abslam, fill del caíd Amar i Hamed són dos cosins amb vides i idees diferents que posen fi a les picabaralles que durant anys han enfrontat a les seves famílies musulmanes. Hamed presenta al seu cosí a la ballarina mestissa (de mare mora i pare espanyol) Aixa. Abslam s'enamora d'ella, desatenent les seves obligacions de govern i li proposa matrimoni però Aixa està enamorada de Hamed i aquest, per raons polítiques ha de casar-se amb la germana de Abslam, Zohira. L'enfrontament entre els cosins està servit.

## Repartiment
- Imperio Argentina com Aixa
- Pedro Barreto com José
- Pedro Fernández Cuenca com Ben Darir
- Anselmo Fernández com Ali
- Pablo Hidalgo com Mestre
- Manuel Luna com Abslam
- Ricardo Merino com Hamed
- Mari Paz Molinero com Zohira
- Nicolás D. Perchicot com Amar
- José Prada com Larbi
- Rafaela Satorrés com Zaida